# Bakersville (Maryland)
Bakersville es un lugar designado por el censo ubicado en el condado de Washington en el estado estadounidense de Maryland. En el Censo de 2019 tenía una población de 53 habitantes y una densidad poblacional de 227,12 personas por km².

## Geografía
Bakersville se encuentra ubicado en las coordenadas 39°30′53″N 77°45′25″O / 39.51472, -77.75694. Según la Oficina del Censo de los Estados Unidos, Bakersville tiene una superficie total de 0.13 km², de la cual 0.13 km² corresponden a tierra firme y (0%) 0 km² es agua.

## Demografía
Según el censo de 2010, había 30 personas residiendo en Bakersville. La densidad de población era de 227,12 hab./km². De los 30 habitantes, Bakersville estaba compuesto por el 100% blancos, el 0% eran afroamericanos, el 0% eran amerindios, el 0% eran asiáticos, el 0% eran isleños del Pacífico, el 0% eran de otras razas y el 0% pertenecían a dos o más razas. Del total de la población el 0% eran hispanos o latinos de cualquier raza.